# Amadeo Vives
Amadeo Vives Roig (Collbató, Barcelona, 18 de noviembre de 1871-Madrid, 2 de diciembre de 1932) fue un compositor español, autor de canciones y de más de un centenar de obras escénicas entre óperas, operetas y zarzuelas, que destacó especialmente por estas últimas, en particular por Maruxa, Bohemios y Doña Francisquita, consideradas entre las obras cumbre del género. Persona de gran cultura, también dejó una estimable obra literaria, que comprende diversos ensayos sobre estética musical; un libro autobiográfico, Sofía (1923); y una exitosa comedia teatral, Jo no sabia que el món era així (Yo no sabía que el mundo era así), estrenada en Barcelona en 1929 y que recibió el título de Rosalía cuando en 1930 fue estrenada en Santander su versión en español.

## Biografía

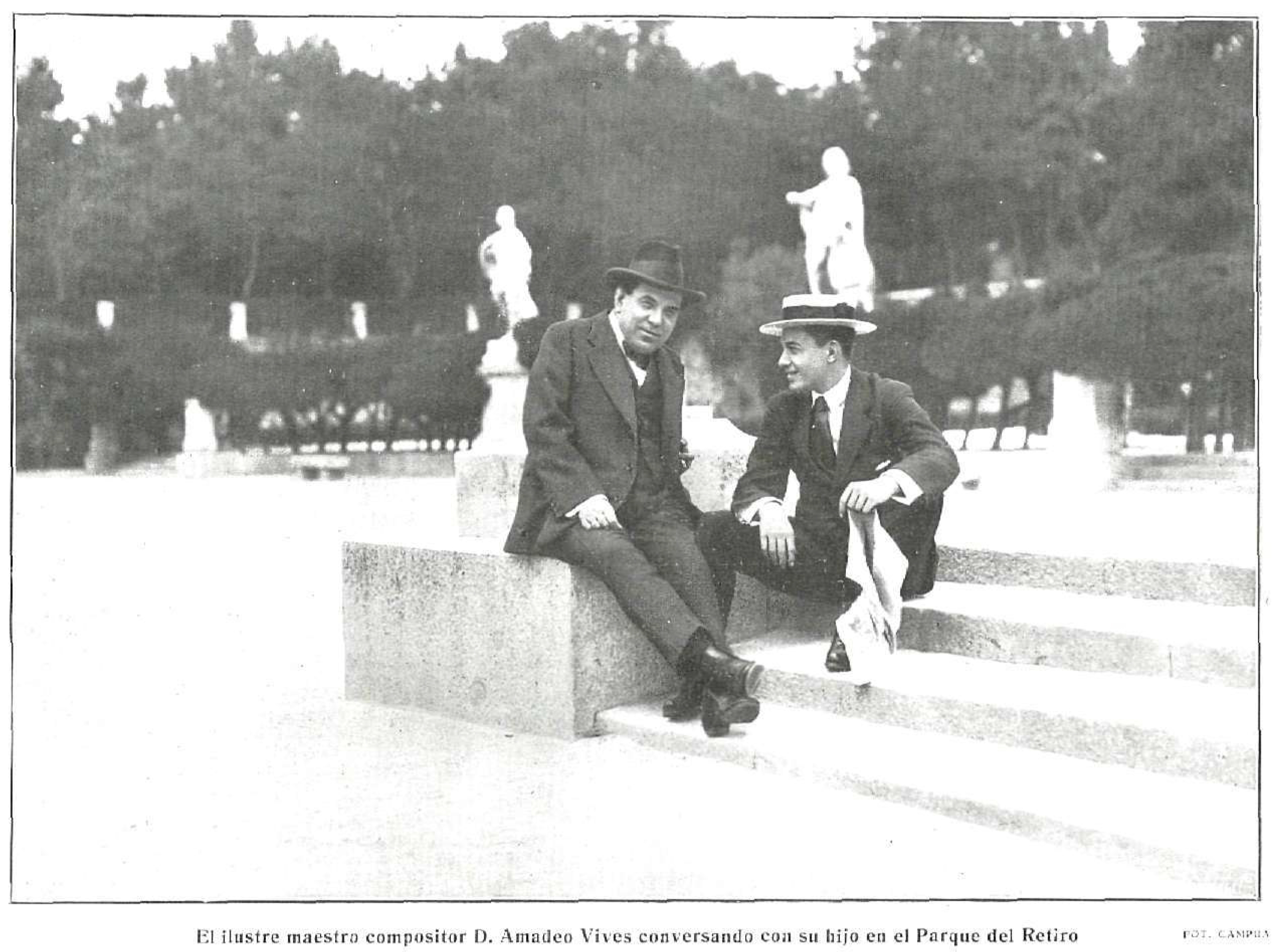
Amadeo Vives, fotografiado por Campúa, conversando con su hijo en el parque del Retiro (La Esfera, 1914)

Nació el 18 de noviembre de 1871 en la localidad barcelonesa de Collbató, un pequeño pueblo ubicado en la falda de la montaña de Montserrat que en aquel entonces apenas llegaba a los 800 habitantes. Hijo de Rafael Vives Solá y Josefa Roig Deu, una familia humilde de panaderos de Torrellas de Llobregat, fue bautizado en la iglesia de San Cornelio con los nombres de Amadeu Josep Joan.
A los cinco años comenzó a acompañar a su hermano Camilo, diez años mayor, al vecino pueblo de Esparraguera para recibir clases de música del señor Flaquer, organista de la iglesia parroquial de la localidad. En 1877 sufrió un accidente que le dañó el brazo y la pierna izquierdos, que le quedarían atrofiados para siempre.  
Estudió piano, armonía, contrapunto y composición con José Ribera Miró, organista de la capilla de música de la parroquia de Santa Ana de Barcelona.  los 14 años dirigía varias bandas locales de música y ya componía sus primeras obras.  Más tarde actuó como maestro de capilla en un asilo de Málaga y en el convento de Loreto en Barcelona. Junto con Lluís Millet fundó el Orfeón Catalán en 1891, para el que compuso numerosas canciones originales, como L'emigrant o La Balenguera, y transcripciones de música popular.
Desde 1900, a raíz del éxito de Balada de luz en Madrid, su vida transcurre entre Barcelona y Madrid, gozando de gran fama en ambas ciudades. También cultivó el periodismo y fue colaborador de La Tribuna; luego reunió esos artículos en el volumen Sofía (ensayos literarios), publicado en 1923 y reimpreso modernamente (Madrid: Espasa-Calpe, 1973).

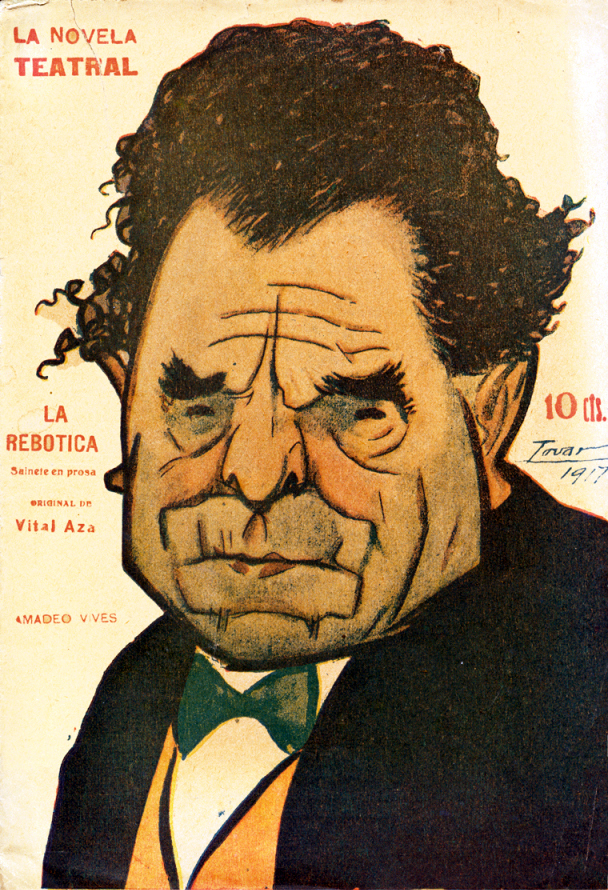
Caricaturizado por Tovar

El 21 de septiembre de 2014, sus restos mortales fueron trasladados a Collbató. El centenario de su nacimiento fue objeto de homenajes por parte de instituciones como el Gran Teatro del Liceo.

## Obras
Algunas de sus composiciones fueron Don Lucas del Cigarral (1899), La balada de la luz (1900), Doloretes (1901), Bohemios (1903), El húsar de la guardia (1904), La gatita blanca (1905), El talismán prodigioso (1908), Juegos malabares (1910), Maruxa (1914), Balada de Carnaval (1919), Doña Francisquita (1923) y La villana (1927). Como compositor de canciones escribió: Canciones epigramáticas, sobre textos de clásicos del Siglo de Oro (1916) y obras corales como L'emigrant (1890, con texto de Jacinto Verdaguer) y Follies i paisatges (1928). También compuso operetas como La Generala (1912).
El fondo de Amadeo Vives se conserva en la Biblioteca de Cataluña.